# Aporodesmus sellae
Aporodesmus sellae är en mångfotingart som beskrevs av Filippo Silvestri 1907. Aporodesmus sellae ingår i släktet Aporodesmus och familjen Cryptodesmidae. Inga underarter finns listade i Catalogue of Life.